# Giovanni Battista Visco
Giovanni Battista Visco (Campagna, XVII secolo – Pozzuoli, 1663) è stato un vescovo cattolico e teologo italiano del Regno di Napoli.

## Biografia
Citato in alcune fonti come Juan Bautista Veschi, dopo avere preso i voti nel convento francescano della Madonna di Avigliano nella natia città di Campagna, in provincia di Salerno, continuò gli studi a Napoli. Insegnò teologia a L'Aquila, Palermo e Napoli.
Nel 1633 venne nominato grande di Spagna e il 14 maggio dello stesso anno, ministro generale dell'Ordine dei frati minori osservanti, posto che ricoprì fino a che venne eletto vescovo di Tortosa, per volere di re Filippo IV il 28 ottobre 1639. La nomina da parte di papa Urbano VIII arrivò successivamente il 16 luglio 1640.
Nel 1653, per volere di papa Alessandro VII divenne vescovo di Pozzuoli dove morì. La sua salma venne trasportata a Tortosa e sepolta nel convento de la Purísima.

## Opere
- Conclusiones ex Universa Theologia, Firenze 1625.
- Tractatus pro Immaculata B.V. Conceptione asserenda ultimaque huius opinionis decisione, Madrid 1633.

## Genealogia episcopale
La genealogia episcopale è:
- Cardinale Diego Espinosa Arévalo
- Cardinale Gaspar de Quiroga y Vela
- Cardinale Antonio Zapata y Cisneros
- Vescovo Bernardo Caballero Paredes
- Vescovo Giovanni Battista Visco